# Storlien
Storlien ( PRONÚNCIA) é uma pequena localidade da Suécia (småort), situada no oeste da província histórica da Jämtland, a pouca distância da Noruega.
É conhecida como atração turística - centro de esqui alpino e local de comércio fronteiriço – visitada principalmente por Noruegueses. 
Tem cerca de 67 habitantes (2020), e pertence à comuna de Åre.
Está localizada a 4 km da fronteira com a Noruega, ficando a 140 km a oeste da cidade sueca de Östersund e a 80 km a leste da cidade norueguesa de Trondheim. 

## Comunicações
A pequena localidade de Storlien é atravessada pela estrada europeia E14 (Trondheim, Noruega - Sundsvall, Suécia) e pela ferrovia ligando Trondheim (Noruega) a Sundsvall (Suécia). O aeroporto mais próximo fica na cidade norueguesa de Trondheim, a uns 100 km de Storlien. 

## Galeria

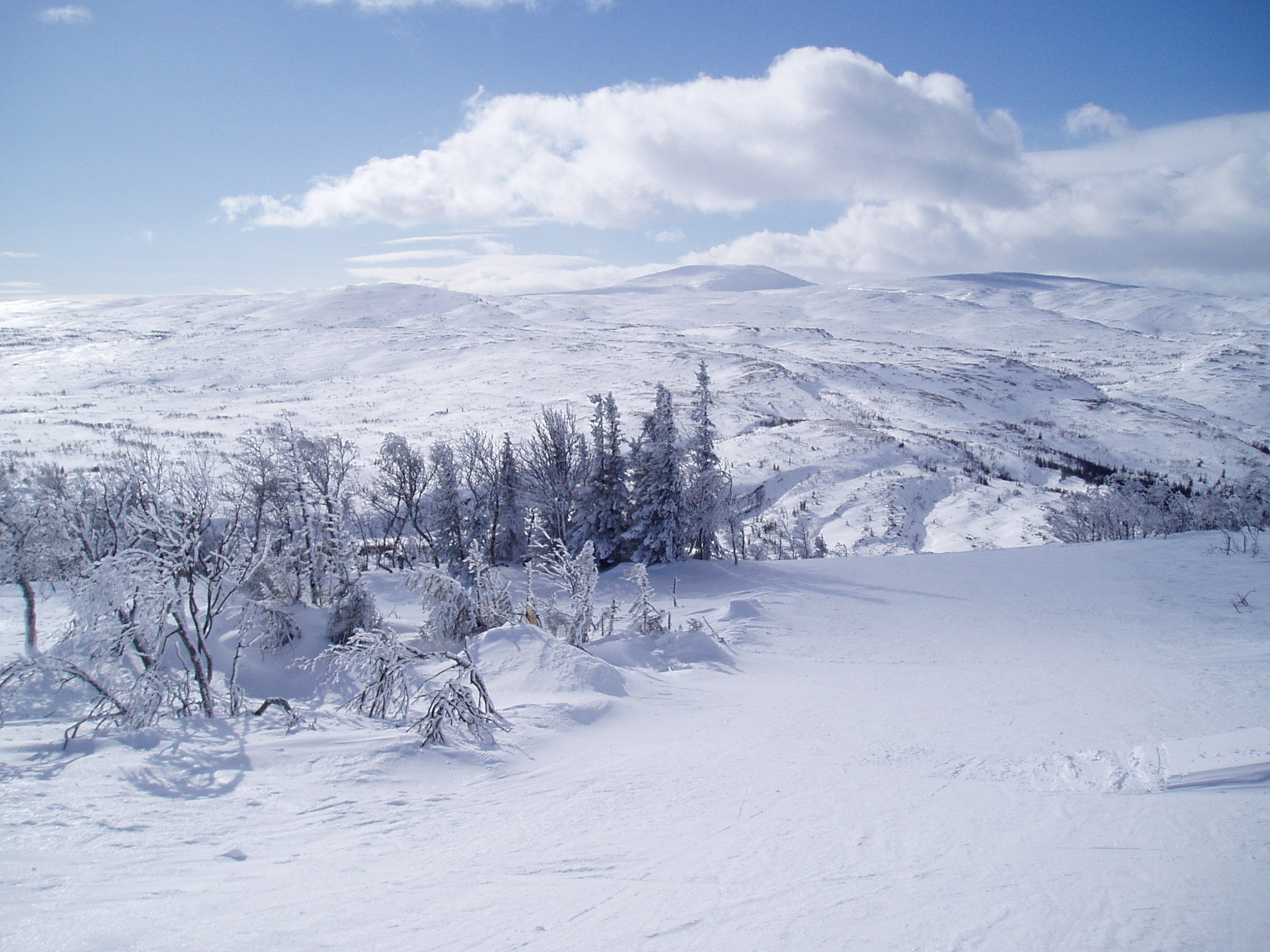
Vista do topo da pista de esqui
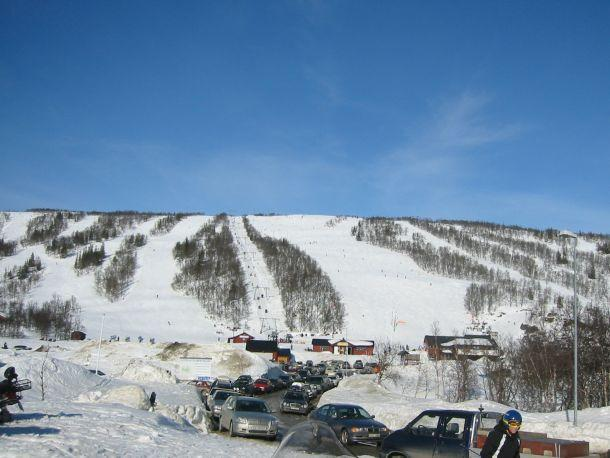
Alojamentos turísticos (stugor) e pistas de esqui
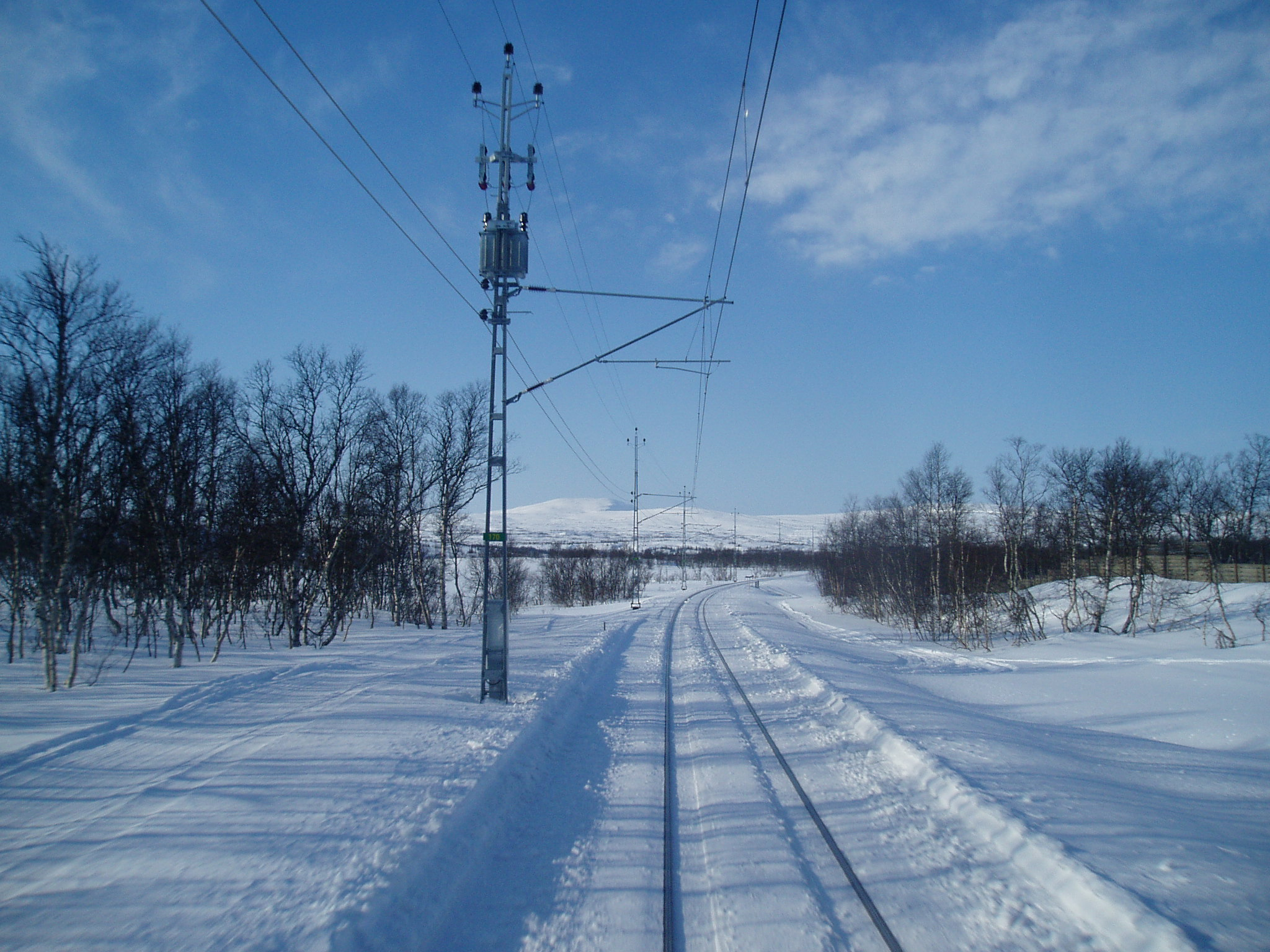
A linha ferroviária em Storlien